# 斯托雷平土地改革
斯托雷平土地改革是彼得·斯托雷平擔任俄罗斯帝国大臣会议主席期間实施的一系列改革。1906年11月22日，彼得·斯托雷平准许农民退出俄罗斯村社。每个农民退出後可以取得村社的土地，而且土地就成為農民私人所有，不再屬於村社，而且土地可以交易。1906年至1915年期間，有200余万户农民退出村社。許多农民又將獲得的土地以低价卖给富農。斯托雷平还讓农民前往西西伯利亚、远东和突厥斯坦總督區草原等地定居。1906年至1916年期間，共有300多万人前往這些地方。受上述改革措施影響，截至1913年，俄羅斯帝國成为世界第二大粮食生产国和最大的粮食出口国。